# Mario Monticelli
Mario Monticelli (Venecia, 16 de marzo de 1902-Milán, 30 de junio de 1995) fue un ajedrecista y periodista italiano. Fue autor de diversos textos sobre ajedrez, columnista en varios diarios, y en ocasiones corresponsal en el extranjero del diario Corriere della Sera.

## Trayectoria como ajedrecista
Monticelli alcanzó el título de Maestro en 1924, y el de Maestro Internacional en 1950. En el Congreso de la FIDE de 1985, se le otorgó el título de Gran Maestro Honoris Causa.
Fue tres veces Campeón de Italia , en 1929 en Florencia, en Milán en 1934 y en Roma en 1939.
Aunque cuando desarrolló la mayor parte de su carrera aún no se había implantado el sistema ELO, estimaciones de Chessmetrics indican que llegó a ser el jugador número 18 del mundo (entre octubre de 1926 y abril de 1927).
En su honor, se denomina Trampa de Monticelli una trampa de apertura en la Defensa Bogoindia.
En 1926 ganó, junto con Ernst Grünfeld, el torneo individual 1º FIDE Masters, celebrado simultáneamente en la Olimpiada de Ajedrez de 1926 en Budapest, con 9,5 puntos de 15, y por delante de jugadores de primer nivel como Akiba Rubinstein, Richard Réti y Savielly Tartakower. En 1929 fue 11º en Budapest, con triunfo de José Raúl Capablanca, y posteriormente, quedó 4º-5 º en el Torneo Internacional de Barcelona, con victoria de Capablanca).
En 1930, fue 14º en el Torneo de Ajedrez de San Remo, con triunfo de Yefim Bogoliubov, el rival histórico de Alexander Alekhine por el Título Mundial. En 1938 ganó, junto con Erich Eliskases, el Torneo Internacional de Milán, con 8 puntos sobre 11.
El 26 de marzo de 1950 jugó, en Milán, 72 partidas simultáneas, con un resultado de (+58,=9,-5).
Participó en numerosos torneos internacionales, y también representó a Italia en seis Olimpiadas de Ajedrez, 5 Oficiales, entre 1927 y 1935 , y la Olimpiada no Oficial de 1936.
- Tabla de participaciones en Olimpíadas de Ajedrez

| N.º | Año  | Olipíada                 | Ciudad     | Tablero | Partidas | Ganadas | Tablas | Perdidas | Puntos | %     |
| 1   | 1927 | I Olimpíada              | Londres    | 2       | 15       | 7       | 4      | 4        | 9      | 60,00 |
| 2   | 1928 | II Olimpíada             | La Haya    | 1       | 14       | 4       | 6      | 4        | 7      | 50,00 |
| 3   | 1931 | IV Olimpíada             | Praga      | 2       | 18       | 5       | 6      | 7        | 8      | 44,44 |
| 4   | 1933 | V Olimpíada              | Folkestone | 2       | 13       | 5       | 6      | 2        | 8      | 61,50 |
| 5   | 1935 | VI Olimpíada             | Varsovia   | 2       | 18       | 4       | 5      | 9        | 6,5    | 36,10 |
| 6   | 1936 | III Olimpíada no Oficial | Múnich     | 3       | 19       | 5       | 6      | 8        | 8      | 42,10 |

## Partidas seleccionadas
Dos de las más prestigiosas victorias de Monticelli contra jugadores de primer nivel mundial:
- Mario Monticelli - Richard Réti (Budapest, 1926)

1. d4 Cf6 2. Cf3 b6 3. c4 Ab7 4. Cc3 e6 5. Dc2 c5 6. e4 cxd4 7. Cxd4 d6 8. Ae2
Ae7 9. O-O O-O 10. Ae3 Cbd7 11. Tfd1 a6 12. f3 Tc8 13. Dd2 Ce5 14. b3 Dc7 15.
Ca4 Cfd7 16. Tac1 Cc5 17. Cb2 Tfd8 18. De1 Af6 19. Df2 Cc6 20. Cxc6 Axc6 21.
Cd3 Db7 22. Cf4 Ab2 23. Tc2 Aa3 24. Ac1 Axc1 25. Tcxc1 b5 26. Dg3 De7 27. Td2
bxc4 28. Axc4 Ab5 29. Axb5 axb5 30. Tcd1 Ta8 31. h3 Cb7 32. Rh2 Df6 33. Cd3
Tdc8 34. e5 De7 35. Cf4 d5 36. Ch5 Df8 37. Td4 Txa2 38. Tg4 g6 39. Cf6+ Rg7 40.
Th4 h6 41. Txh6 Dc5 42. Th7+ 1-0
- Yefim Bogoliubov - Mario Monticelli (Sanremo, 1930)

1.d4 Cf6 2.c4 e6 3.Cc3 Ab4 4.Cf3 b6 5.Ag5 Axc3+ 
6.bxc3 Ab7 7.e3 d6 8.Ad3 Cbd7 9.O-O De7 10.Cd2 h6 
11.Ah4 g5 12.Ag3 O-O-O 13.a4 a5 14.Tb1 Tdg8 15.f3 h5 
16.e4 h4 17.Ae1 e5 18.h3 Ch5 19.c5 dxc5 20.d5 Cf4
21.Cc4 Th6 22.Tf2 f5 23.d6 Txd6 24.Cxd6+ Dxd6
25.Ac4 Tf8 26.exf5 Txf5 27.Td2 De7 28.Db3 Tf8
29.Ad3 e4 30.Axe4 Axe4 31.fxe4 Dxe4 32.Dc2 Dc6
33.c4 g4 34.Axh4 gxh3 35.g3 Ce5 36.Tb3 Ce2+
37.Txe2 Tf1+ 38.Rxf1 Dh1+ 39.Rf2 Cg4# 0-1

## Publicación
- Fischer-Spasskij: la sfida del secolo. Tutte le partite dalle eliminatorie al campionato del mondo, Milán, Editorial Mursia, 1972.